# Via Mala (weg)

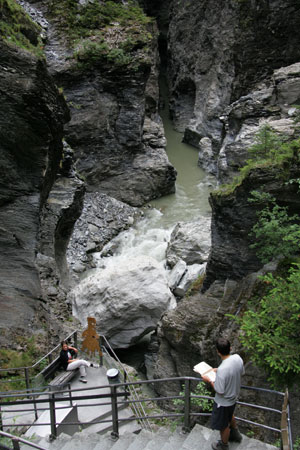
De Via Mala

De Via Mala of Viamala (Retoromaans voor "slechte weg") is een weg van ongeveer 5 km lengte tussen Thusis en Zillis-Reischen in het Zwitserse kanton Graubünden, die door een door de Achter-Rijn gevormde kloof voert. De diepe en smalle kloof, waarvan de wanden tot honderden meters hoog zijn, was in vroegere tijd een van de beruchtste delen van de route tussen Chur en de Splügen- of San Bernardinopas.
In de omgeving van de Viamala zijn rotstekeningen gevonden, waardoor het aannemelijk is dat er reeds in de Bronstijd een route door of langs de kloof heeft gevoerd. Onderzoek heeft in ieder geval aangetoond dat er ten tijde van de Romeinen een weg door de Viamala voerde. Onduidelijk is echter nog in hoeverre de route geschikt was voor wagens.
In de tweede helft van de middeleeuwen raakte de route in verval door een beslissing van de bisschop in Chur, die wilde dat er van de alternatieve route over de Septimer- en Julierpas gebruik werd gemaakt. Het daardoor veroorzaakte gebrek aan onderhoud leidde ertoe dat de weg sinds de 13de eeuw ook daadwerkelijk als 'viamala' bekendstaat. 
Maar omdat men de weg bleef gebruiken, besloten de gemeenten Thusis, Masein en Cazis in 1473 tot het renoveren van de Romeinse weg. De Churer bisschop kon niet verhinderen dat de gerenoveerde Viamala zich tot een van de belangrijkste Bündner transitverbindingen ontwikkelde. Zo reisde bijvoorbeeld Goethe in mei 1788 door de Viamala naar Italië en maakte er tekeningen en schetsen, die het reizen door de toenmalige Viamala documenteren.
Sinds de eerste renovatie is het tracé van de Viamala verscheidende keren gewijzigd. De meest recente wijziging vond plaats bij de opening van de autosnelweg A13 in 1967. Een 742 m lange tunnel voert de snelweg door de rotsen van de noordelijke helft van de kloof, een grote brug overbrugt het zuidelijk gedeelte van de Viamala - die thans vooral een belangrijke toeristische trekpleister is.